# سفارة ألمانيا في المملكة المتحدة
سفارة ألمانيا في المملكة المتحدة هي أرفع تمثيل دبلوماسي لدولة ألمانيا لدى المملكة المتحدة. تقع السفارة في بلغرافيا وهي تهدف لتعزيز المصالح الألمانية في المملكة المتحدة.

## معرض صور

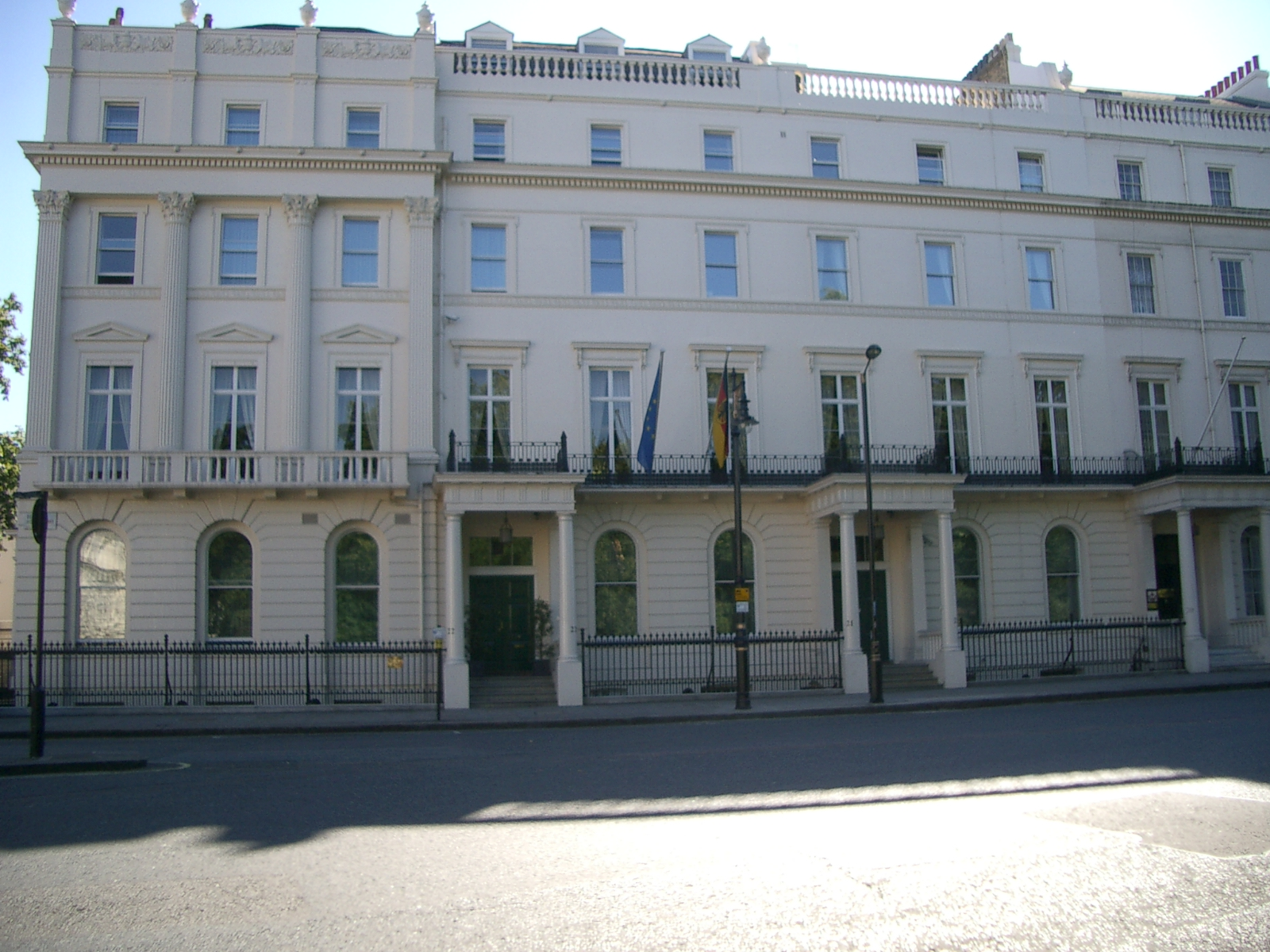
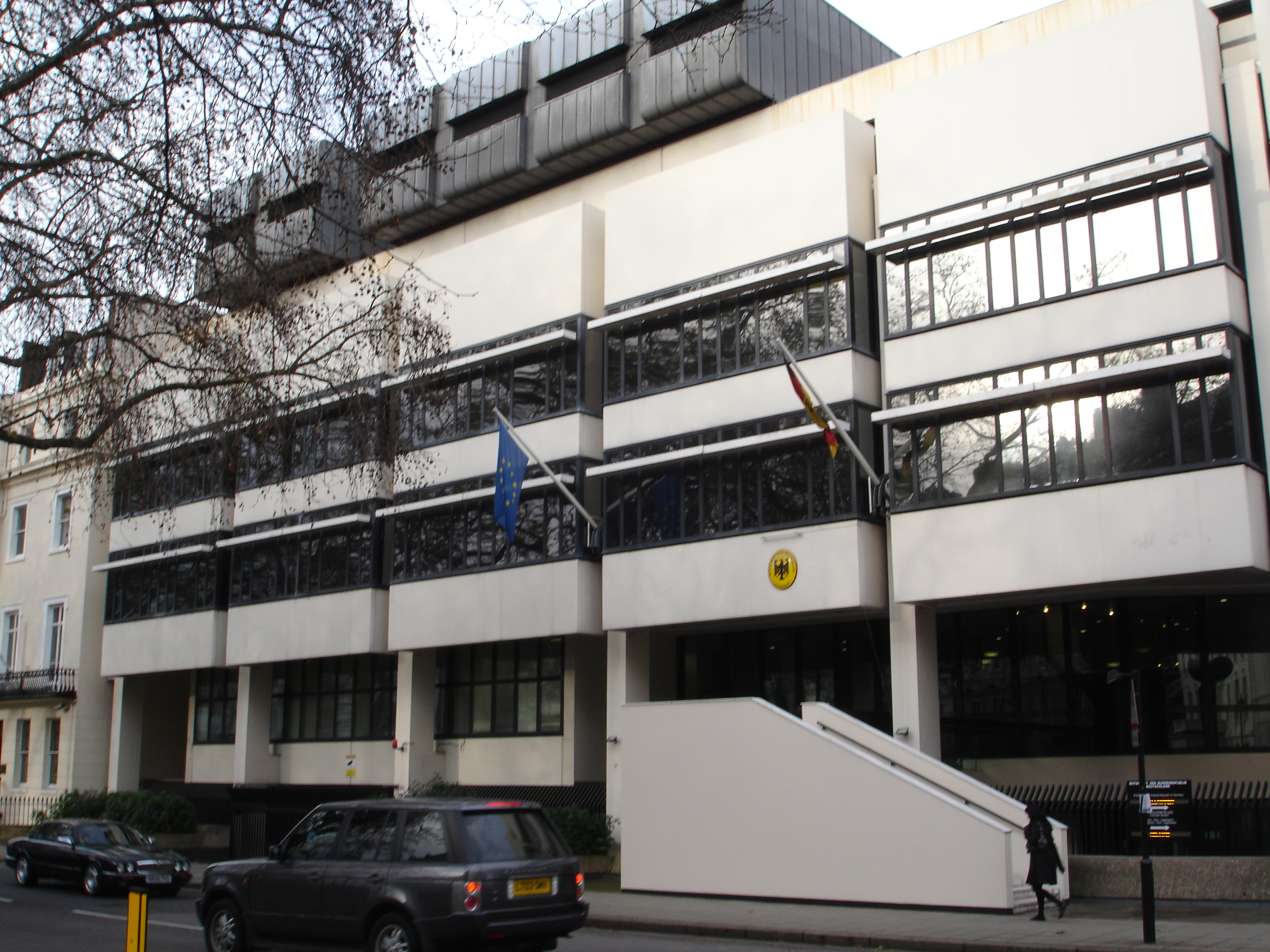

## وصلات خارجية
- الموقع الرسمي
- قائمة سفارات ألمانيا
- قائمة السفارات في المملكة المتحدة